# Vórtice Marxista
Vórtice Marxista es el primer disco de lados B del grupo argentino Babasónicos, compuesto por temas descartados de sus primeros tres discos: Pasto, Trance Zomba y Dopádromo.

## Lista de canciones

### Versión 1998
Todas las canciones escritas y compuestas por Adrián Dárgelos excepto donde se indique. 
| N.º | Título                                           | Duración |  |
| 1.  | «Larga Siesta» (de Dopádromo, 1996)              | 3:48     |  |
| 2.  | «Fioritos» (de Trance Zomba, 1994)               | 5:03     |  |
| 3.  | «Antonio Fargas» (de Trance Zomba, 1994)         | 4:16     |  |
| 4.  | «La Muerte Es Mujer» (de Dopádromo, 1996)        | 3:05     |  |
| 5.  | «Chingolo Zenith» (from Trance Zomba, 1994)      | 4:10     |  |
| 6.  | «Los Clones de J.T.» (from Trance Zomba, 1994)   | 4:11     |  |
| 7.  | «Forajidos de Siempre» (from Pasto, 1992)        | 2:37     |  |
| 8.  | «Cerebros en su Tinta» (from Trance Zomba, 1994) | 10:20    |  |

### Versión 2000
| N.º | Título                                | Duración |  |
| 1.  | «Larga siesta»                        | 3:48     |  |
| 2.  | «Fioritos»                            | 5:03     |  |
| 3.  | «Antonio Fargas»                      | 4:16     |  |
| 4.  | «La muerte es mujer»                  | 3:05     |  |
| 5.  | «Chingolo Zenith»                     | 4:10     |  |
| 6.  | «Los clonos de J.T.»                  | 4:11     |  |
| 7.  | «Forajidos de Siempre»                | 2:37     |  |
| 8.  | «Cerebros en su tinta»                | 10:20    |  |
| 9.  | «Traicionero» (from Dopádromo, 1996)  | 4:04     |  |
| 10. | «Fórmica» (from Dopádromo, 1996)      | 2:06     |  |
| 11. | «Bananeado» (from Trance Zomba, 1994) | 4:18     |  |

## Presentación de "Vórtice Marxista" en la confitería La Ideal
1. Bandido
2. Los clonos de J.T.
3. Chingolo Zenith
4. Muchacha magnética
5. La muerte es mujer
6. Arenas movedizas
7. Antonio Fargas
8. Fioritos
9. Careta de Acassuso
10. Dopamina
11. Bananeado
12. Chupa gas
13. Su auto dejó de funcionar
14. Larga siesta
15. La hiedra crece
16. Vórtice

## Personal
- Producción: Babasónicos.
- Grabación: Gustavo Iglesias.